# 青森県立三沢航空科学館

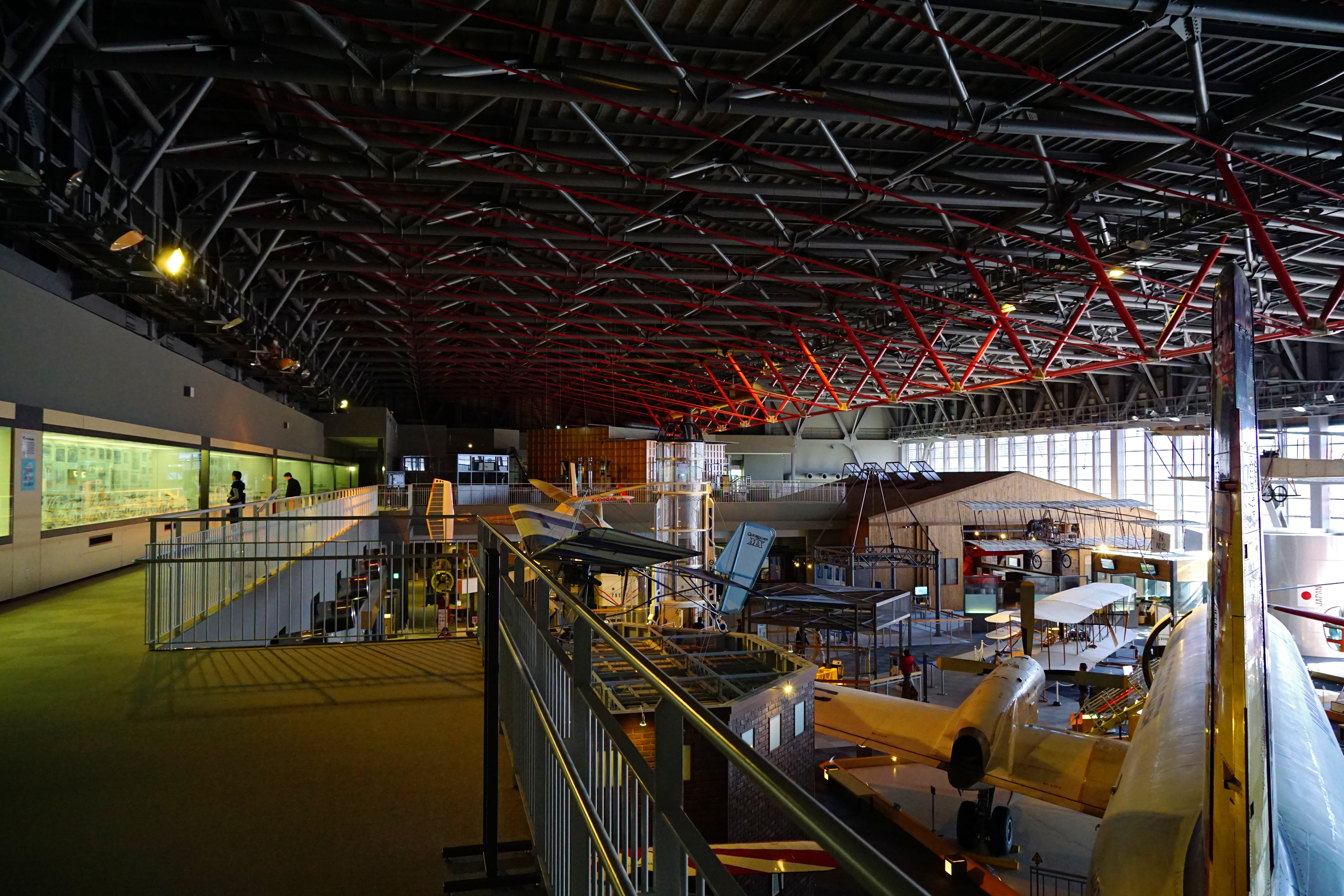
航空ゾーン

青森県立三沢航空科学館（あおもりけんりつみさわこうくうかがくかん）とは、青森県三沢市にある博物館である。三沢市大空ひろばの一角にあり大空と飛翔をテーマとした航空と科学の博物館。2003年8月8日に開館した。三沢市大空ひろばについても述べる。

## 館の特徴
三沢市が設置した三沢市大空ひろばの一角に立地し、館内1階は日本エアコミューターで使用していたYS-11を機体内外とも現役時代そのままに展示してある。他には初の太平洋無着陸横断飛行を成し遂げたミス・ビードル号のレプリカなども展示している。2階は科学体験のフロアになっており、実際に体験や実験などが出来るコーナーもある。3階は展望デッキがあり、三沢飛行場を一望できるようになっている。
三沢市大空ひろば（無料）には屋外に実物のF-16やT-2「ブルーインパルス」仕様などを展示している。ただし、大空ひろばに展示している航空機は航空自衛隊やアメリカ空軍などによる協力の下、借受けているものである。

## 施設
1F
- 航空ゾーン（2F吹き抜け）
- 科学ゾーン
  - テクノワールド
  - アクティブフィールド
- 特別展示室
- こどもスクェア
- エントランスホール
  - ミュージアムショップ
- ミュージアムカフェ
- マルチメディアAVホール

2F
- 科学ゾーン
  - ディスカバリーランド
- ライブラリー

## 建築概要
- 設計 - 梓設計
- 建築主 - 青森県
- 竣工 - 2003年03月
- 階数 - 地上2階建
- 延床面積 - 10,840.66m2

## 展示機種
- 航空科学館内
  - ミス・ビードル号（実大模型）
  - ライトフライヤー1号（実大模型）
  - YS-11（実物）
  - 航研機（実大模型）
  - S-51（実物）
  - 奈良原式2号機（実大模型）
  - 白戸式旭号（実大模型）
  - CHicK-2000（実物）
  - DC-9（実物のコクピットのみ）

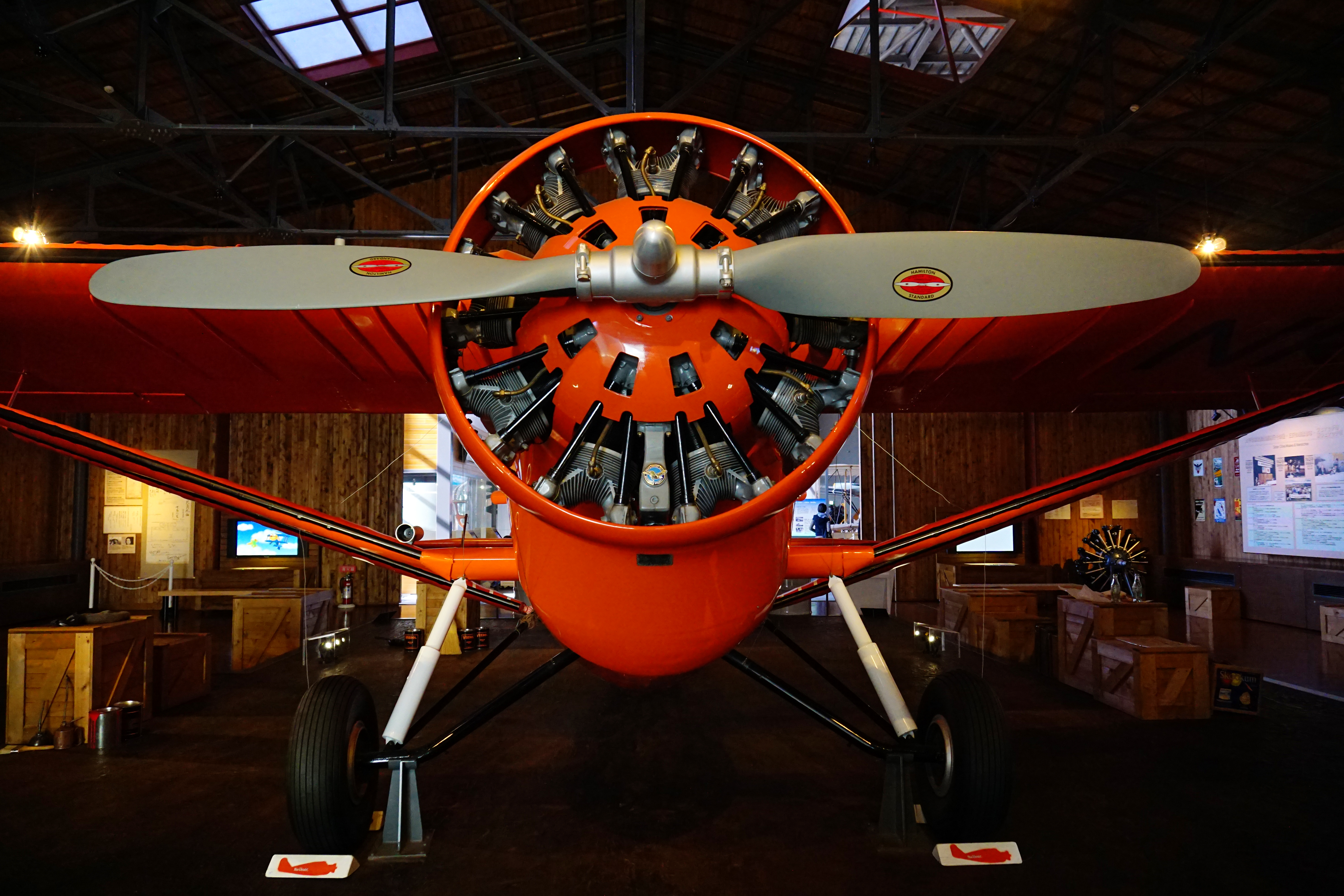
ミス・ビードル号
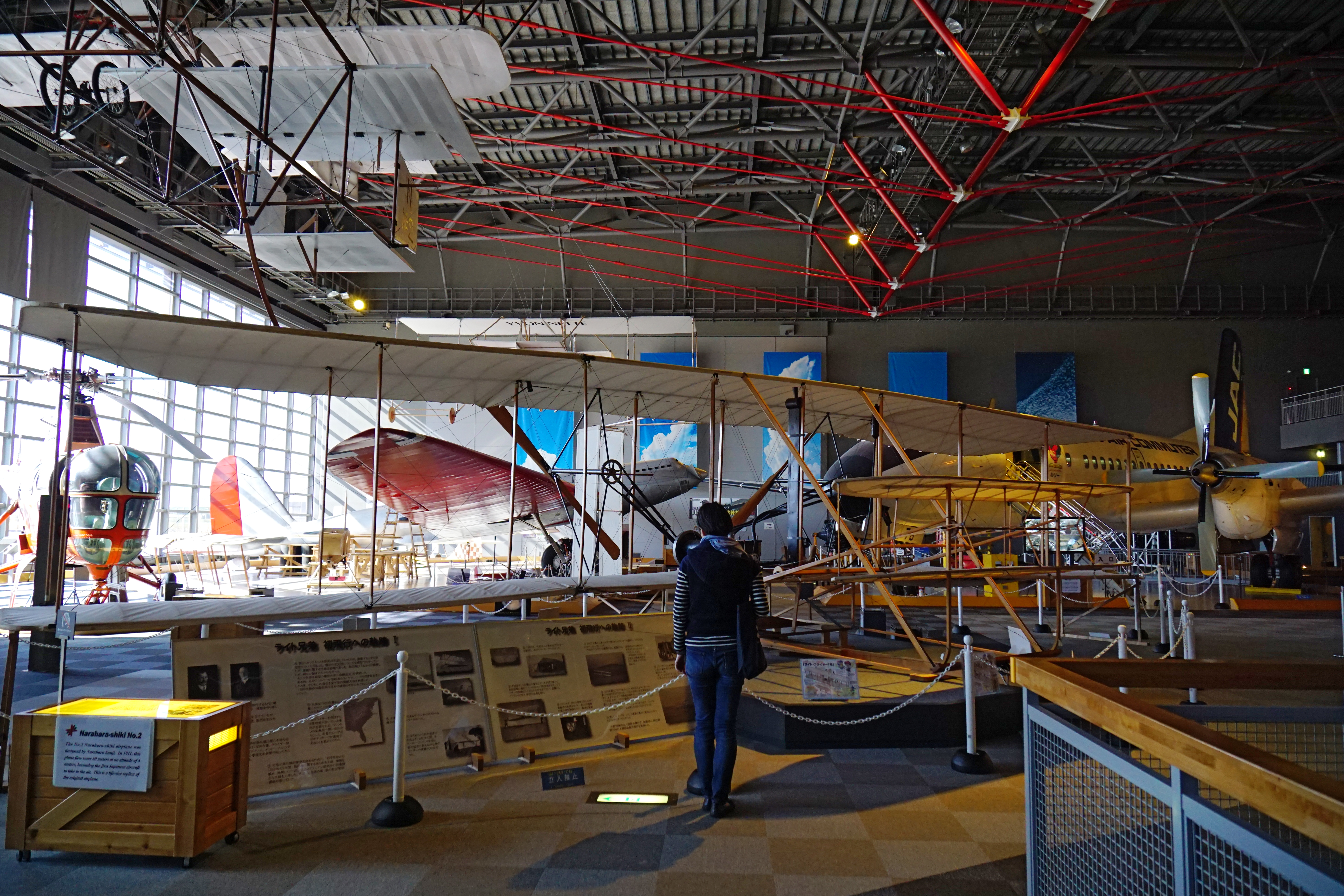
ライトフライヤー1号
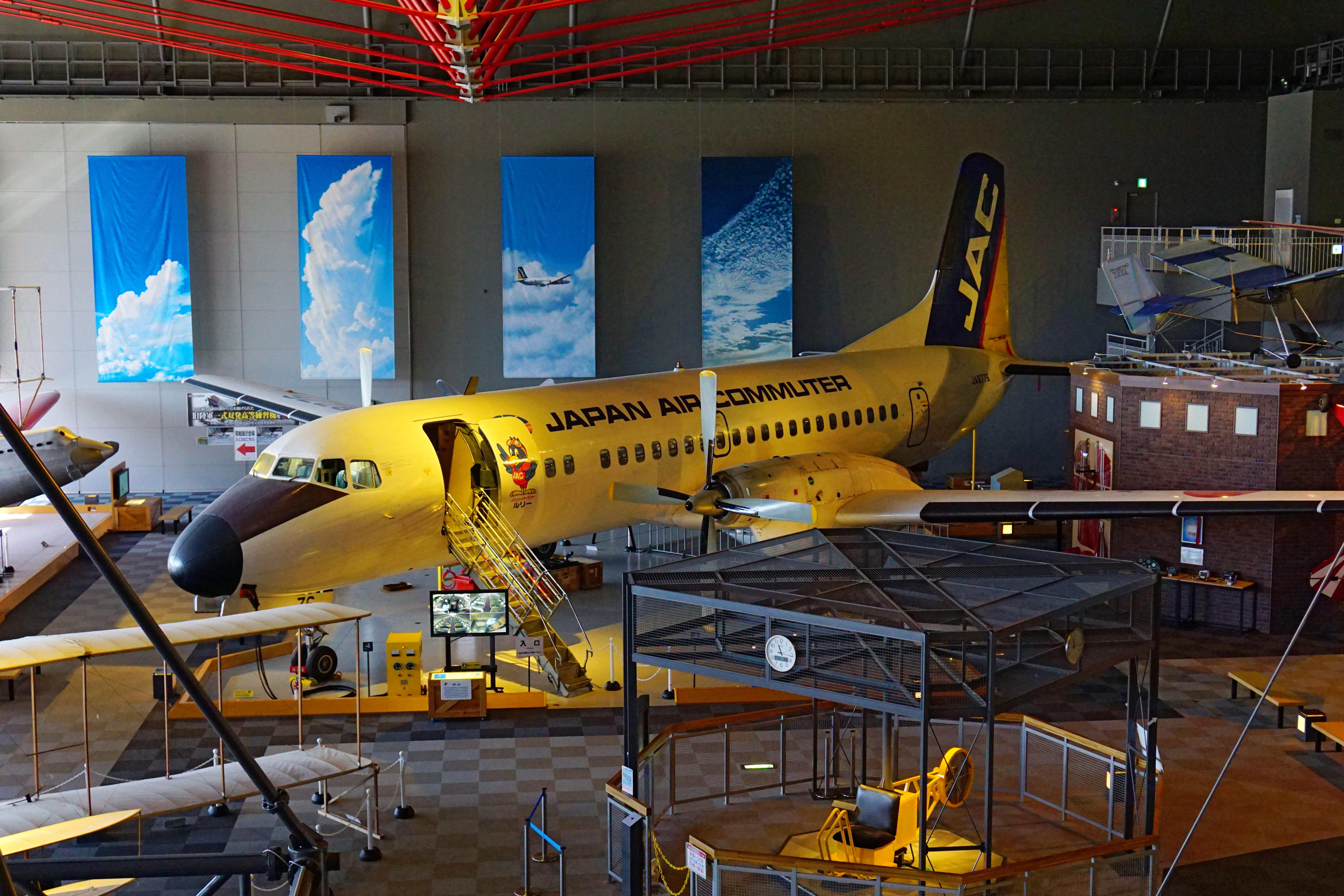
YS-11
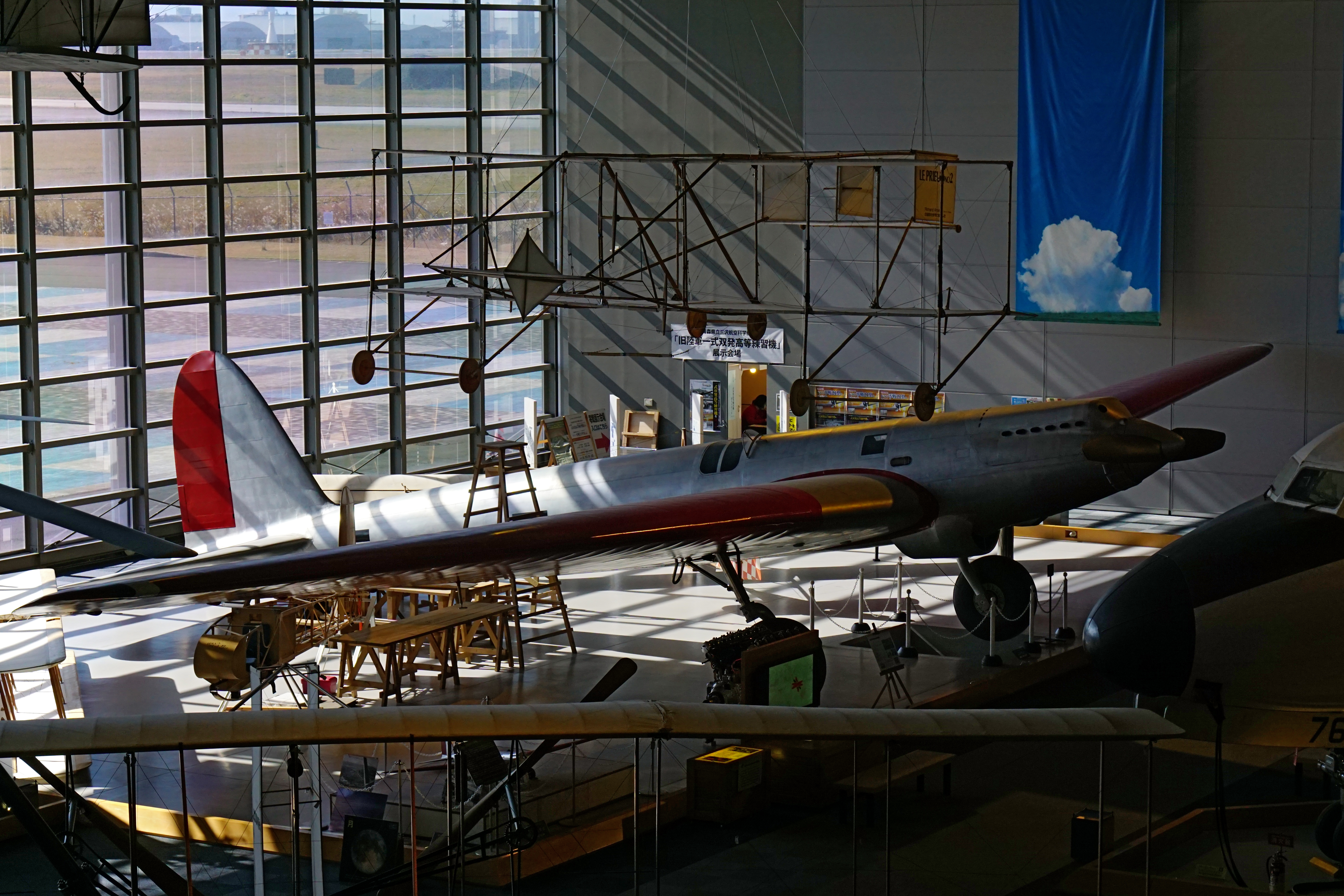
航研機
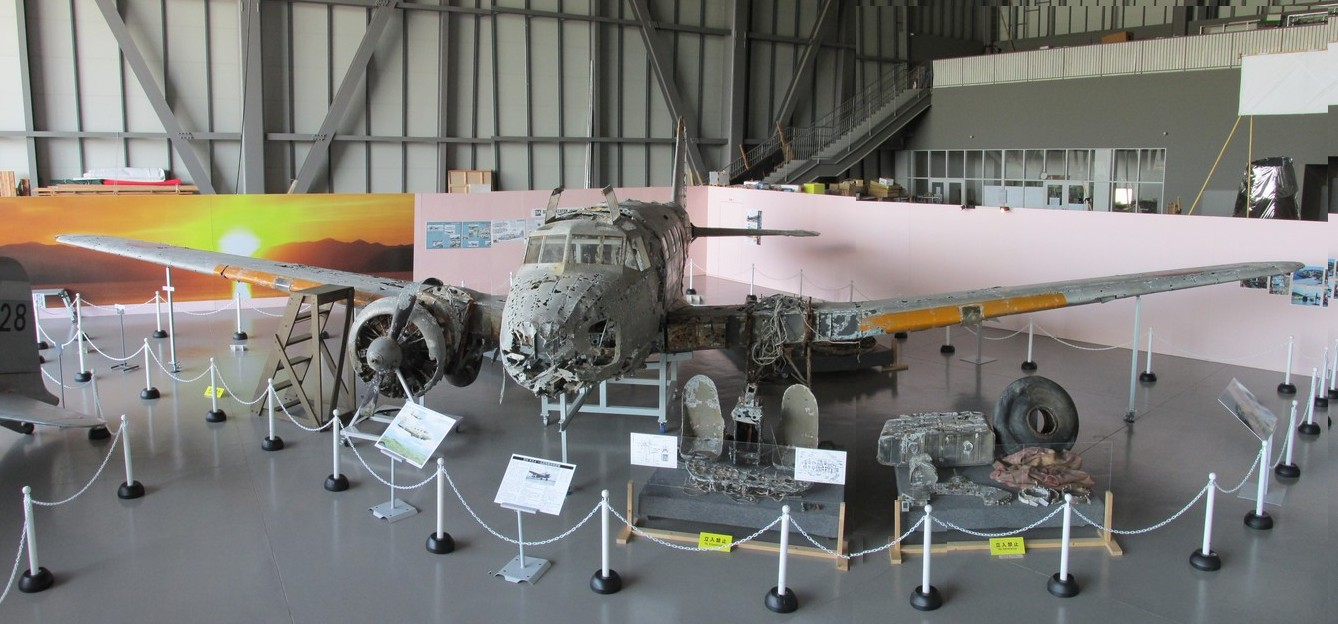
一式双発高等練習機（キ５４）(展示終了)

- 三沢市大空ひろば（無料）
  - F-16A（米空軍より借受け）
  - T-33A（米空軍より借受け）
  - UP-3A（アメリカ海軍第7艦隊より借受け）
  - F-104J（航空自衛隊より借受け）
  - F-1（航空自衛隊より借受け）
  - F-4EJ改（航空自衛隊より借受け）
  - T-2（航空自衛隊より借受け）
  - T-2ブルーインパルス仕様（航空自衛隊より借受け）
  - T-3（航空自衛隊より借受け）
  - LR-1（陸上自衛隊より借受け）
  - OH-6D（陸上自衛隊より借受け）

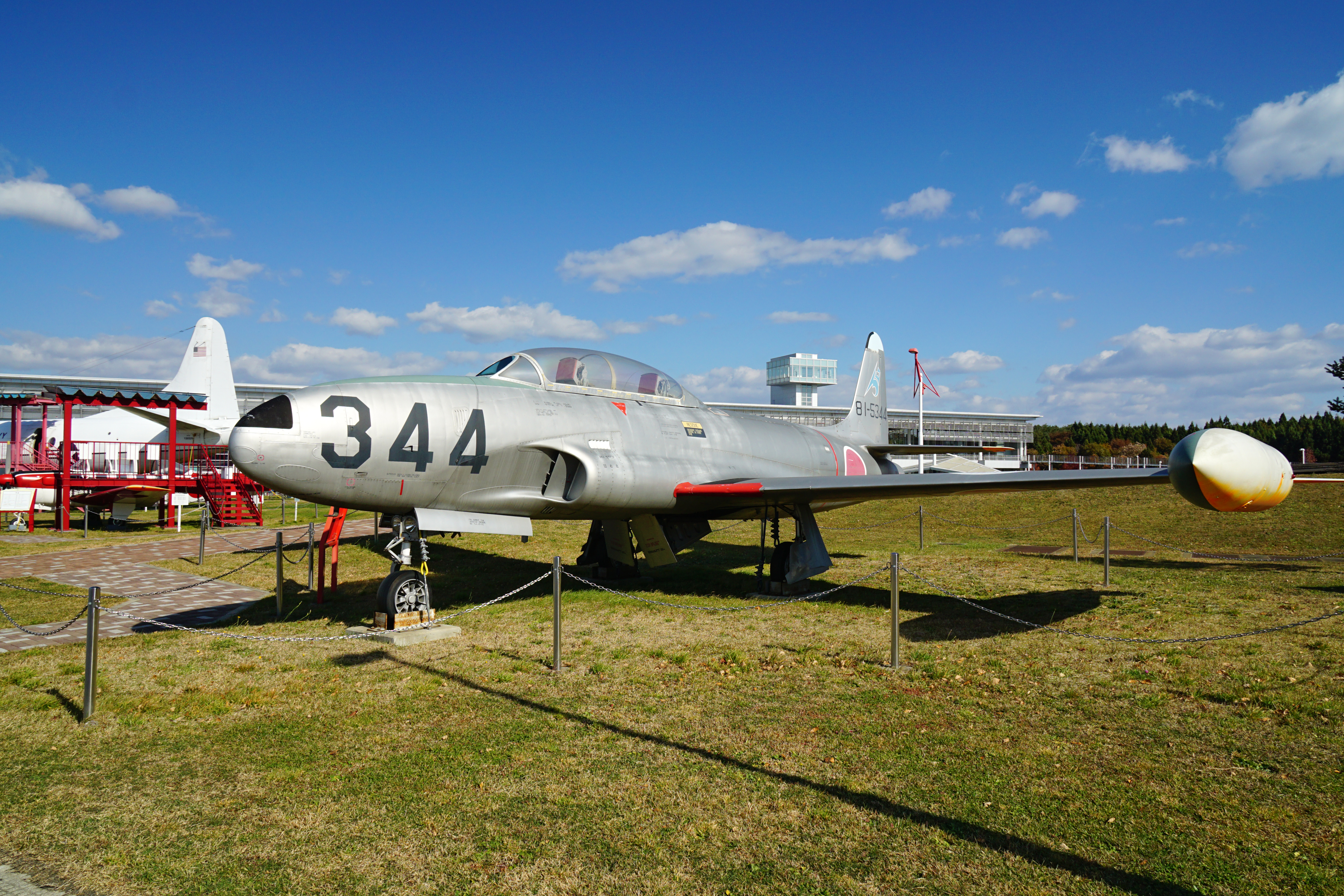
T-33A
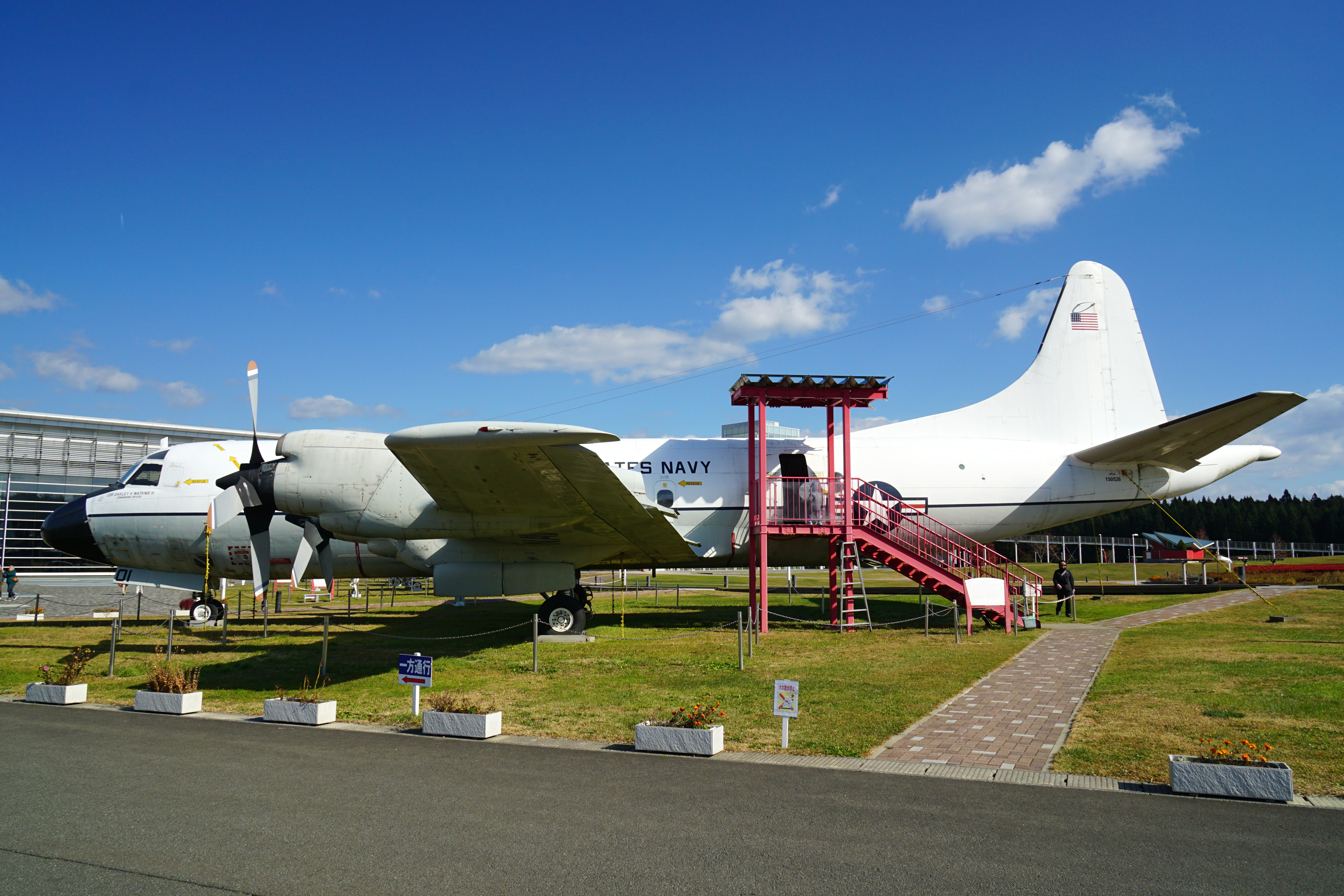
UP-3A
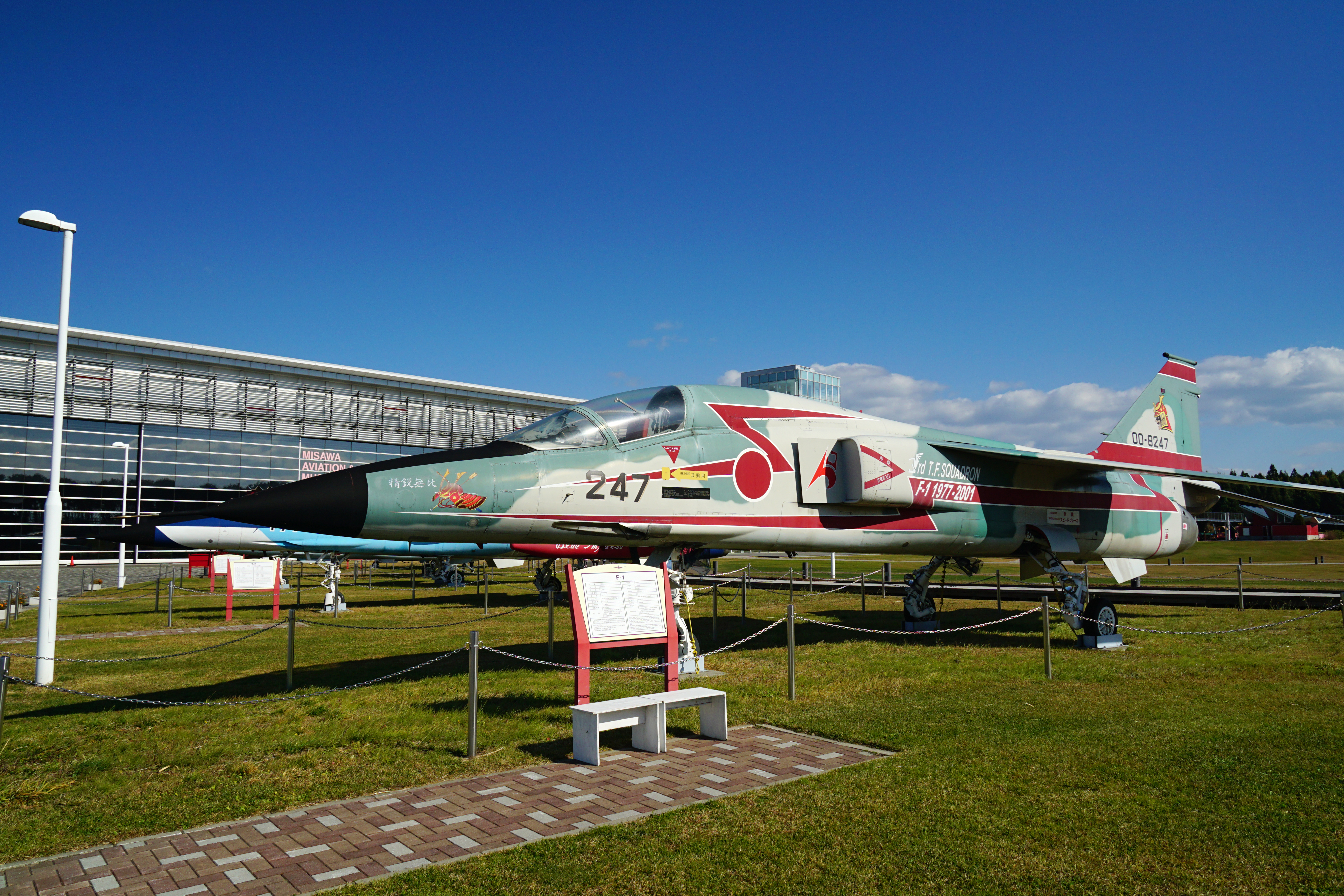
F-1
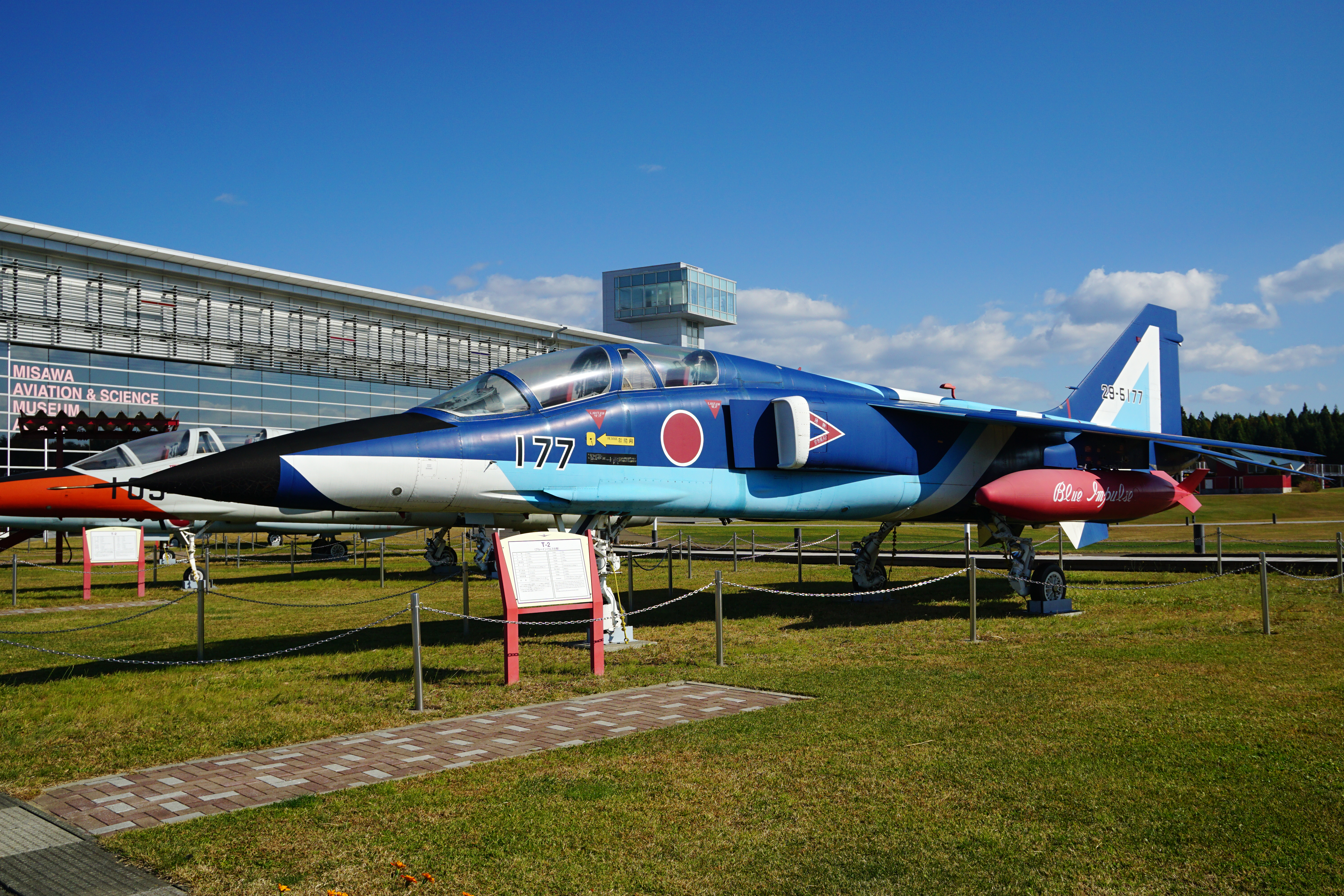
T-2ブルーインパルス仕様
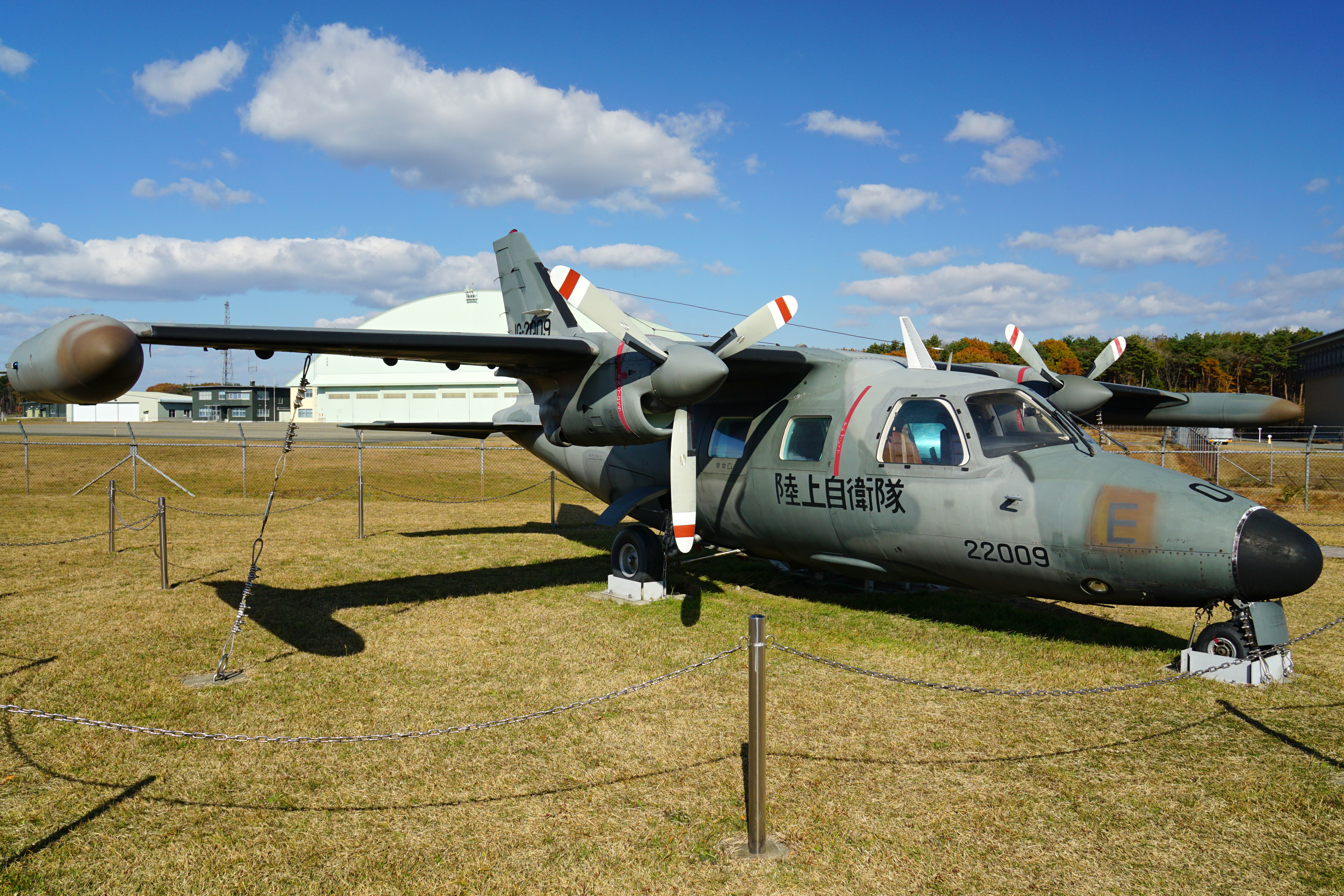
LR-1

## 開館時間
9:00〜17:00（入場は16:30まで）

## 休館日
毎週月曜日（祝日の場合は翌日）、12月30日〜翌年1月1日のほかに休館される場合がある。

## 入館料
- 個人[2]
  - 大人700円、高校生以下無料

- 団体[2]（20名以上）
  - 大人600円、高校生以下無料

- 減免措置[2]
  - 幼稚園（保育園）、小学校、中学校、高校、盲学校、聾学校、養護学校など児童、生徒を引率する教職員等が観覧するとき。
  - 児童福祉施設に入所している少年を引率する教職員等が観覧すとき。
  - 障害者手帳の交付を受けている方（および介護者1名まで）

- 三沢市大空ひろばのみ無料。

## 交通
青森県道170号天ケ森三沢線沿線にある。
- 三沢飛行場から車で6分
- 三沢駅から車で15分
- 三沢ICから車で15分
- シャトルバス（土曜・日曜祝日のみ）[5]
  - 三沢飛行場、三沢駅など主要施設を巡回